# Georges Meynet
Pour les articles homonymes, voir Meynet.
Georges Meynet est un astrophysicien suisse travaillant actuellement à l'observatoire de Genève. Il est professeur ordinaire de la faculté des sciences de l'université de Genève depuis le 7 juin 2006.

## Études et carrière
Georges Meynet étudie au collège de Sion[Lequel ?] (Valais) de 1971 à 1979, année où il obtient sa maturité. Il effectue son doctorat en astrophysique à l'École polytechnique fédérale de Lausanne de 1985 à 1990. Il a obtenu son doctorat ès sciences à l'Université de Genève en 1990 (contradiction ?). Il a travaillé la majeure partie de sa carrière dans cette université, où il était maître d'enseignement et de recherche jusqu'en 2006. Depuis le 7 juin 2006, Georges Meynet est professeur ordinaire au sein de la faculté des sciences de l'Université de Genève.

## Domaines de recherche
Les travaux de recherche de Georges Meynet en astrophysique concernent la physique stellaire, les populations d'étoiles massives dans les galaxies, les sursauts de formation d'étoiles, la nucléosynthèse stellaire, l'origine du rayonnement cosmique et la composition chimique des météorites. Il est un spécialiste de la modélisation de la structure des étoiles et du suivi de leur évolution, de leur formation jusqu’à leur explosion en tant que supernova.

## Vulgarisation et communication au public
Georges Meynet se passionne également pour la vulgarisation scientifique via les médias et les contacts directs avec le public. Il est en particulier membre fondateur de l'Observatoire public François-Xavier Bagnoud à Saint-Luc, en Valais.

## Distinctions
Georges Meynet a été honoré par plusieurs distinctions.